# Mychałkiwci
Mychałkiwci (ukr. Михалківці) – wieś na Ukrainie, w obwodzie chmielnickim, w rejonie jarmolińskim.

## Urodzeni
- Michał Zawadzki (kompozytor)